# Domenico Auletta
Domenico Auletta (Napoli, 1723 – Napoli, 1753) è stato un compositore e organista italiano.
Era figlio di Pietro Auletta.
Poco si conosce della vita di Auletta. Durante la propria vita era sicuramente attivo nella propria città natale come organista e compositore, principalmente di musica sacra.

## Lavori
- Ammiro quel volto (aria in sol maggiore per soprano e basso continuo)
- cinque salmi brevi
- tre Salve regina
- due De profundis
- Dixit dominus
- Requiem aeternam per soprano, due corni, archi e organo
- tre concerti per clavicembalo, violini e basso continuo